# Sjömarken
Sjömarken är en tidigare tätort i Borås kommun, belägen vid Viaredssjön cirka 5 kilometer väster om centralorten. Området räknas sedan 2015 som en del av tätorten Sjömarken och Viared.

## Befolkningsutveckling
| Befolkningsutvecklingen i Sjömarken 1960–2010                 | Befolkningsutvecklingen i Sjömarken 1960–2010 | Befolkningsutvecklingen i Sjömarken 1960–2010 | Befolkningsutvecklingen i Sjömarken 1960–2010 | Befolkningsutvecklingen i Sjömarken 1960–2010 |
| ------------------------------------------------------------- | --------------------------------------------- | --------------------------------------------- | --------------------------------------------- | --------------------------------------------- |
|                                                               |                                               |                                               |                                               |                                               |
| År                                                            |                                               |                                               | Folkmängd                                     | Areal (ha)                                    |
| 1960                                                          | 1960                                          |                                               | 1 214                                         |                                               |
| 1965                                                          | 1965                                          |                                               | 1 391                                         |                                               |
| 1970                                                          | 1970                                          |                                               | 1 511                                         |                                               |
| 1975                                                          | 1975                                          |                                               | 1 641                                         |                                               |
| 1980                                                          | 1980                                          |                                               | 1 741                                         |                                               |
| 1990                                                          | 1990                                          |                                               | 2 095                                         | 208                                           |
| 1995                                                          | 1995                                          |                                               | 2 209                                         | 209                                           |
| 2000                                                          | 2000                                          |                                               | 2 245                                         | 209                                           |
| 2005                                                          | 2005                                          |                                               | 2 596                                         | 225                                           |
| 2010                                                          | 2010                                          |                                               | 2 829                                         | 225                                           |
| Anm.: uppgått 2015 i tätorten Sandared, Sjömarken och Viared. |                                               |                                               |                                               |                                               |

## Samhället
Från att ursprungligen ha varit bebyggd med i huvudsak sommarstugor, har orten utvecklats till ett villaområde med många barnfamiljer. I Sjömarken finns bland annat en missionskyrka, pizzeria och en välbesökt badplats.Tätorten har en låg- och mellanstadieskola, medan högstadieelever hänvisas till Sandared.  Orten har en aktiv idrottsförening: Sjömarkens IF, grundad år 1936 samt en pingisklubb: Sjömarkens BTK . Det finns många möjligheter till motion och friluftsliv, bland annat elljusspår vid idrottsgården.  

## Infrastruktur

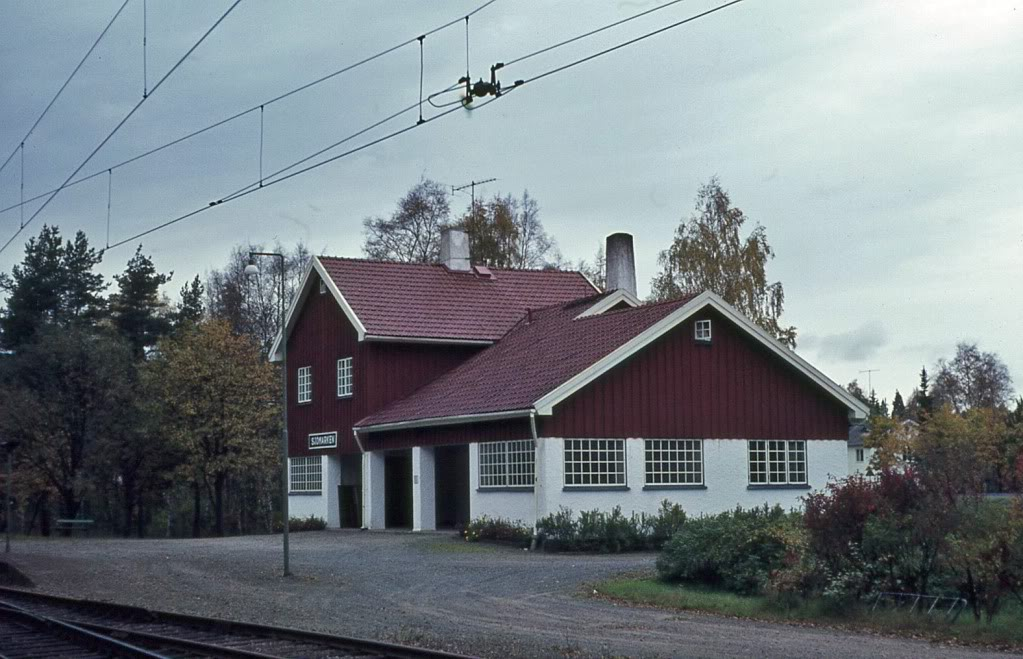
Sjömarkens järnvägsstation 1967

Göteborg-Borås järnväg passerar genom samhället med två bomförsedda korsningar, närmaste station/hållplats finns i centralorten respektive Sandared. Busstoppet "Sjömarken Stationen" vittnar om den gamla stationsbyggnaden som står kvar än idag, men som ej är i bruk. Genom tätorten går även Göteborgsvägen; den gamla landsvägen mellan Borås och Göteborg. Med hjälp av Riksväg 40 tar en sig idag snabbt in med bil till Borås centrala delar. Orten har en god infrastruktur med stadsbuss 5 som går mellan Sjömarken-Ängsgården, samt andra linjer som trafikerar sträckorna Bollebygd-Borås samt Sandared-Borås som går genom samhället.                                                                                                                                    

## Sjömarkenbadet
Sjömarkens badplats är en kommunal badplats intill Viaredssjön. Här finns en stor sandstrand och några mindre, en relativt stor gräsyta samt en lång brygga. Varje sommar anländer badbussar hit med barn från Borås: badbussarna är gratis och är till för barn mellan sju och 13 år. Ungdomarna kan här vara kreativa och leka med hjälp av fritidsledarnas hjälp. Badet genomgick en makeover år 2014 och har nu två nya lekplatser. Vid en av stränderna finns även ett stort klätternät. I området finns möjlighet att parkera, men det är också smidigt att ta sig från Borås med hjälp av kollektivtrafik (www.vasttrafik.se). Badplatsen har toaletter under sommartid, här finns också en stor grusfotbollsplan

## Personer från Sjömarken
Friidrottaren Carolina Klüft är från Sjömarken, men växte upp i Furuby och Växjö.
Fotbollsspelaren Hugo Bolin är född och uppvuxen i Sjömarken. Han spelade under sina tidigare år i Sjömarkens IF, innan han valde att flytta till Malmö under gymnasietiden.